# Reinier van Dantzig
R.H. (Reinier) van Dantzig (Amsterdam, 7 januari 1986) is een Nederlandse horecaondernemer en politicus namens D66. Vanaf 1 juni 2022 tot 18 maart 2025 was hij wethouder van Amsterdam.

## Biografie

### Opleiding en loopbaan
Dantzig ging van 1998 tot 2004 naar het gymnasium op het Sint Ignatiusgymnasium in Amsterdam. Van 2005 tot 2009 studeerde hij Economie en Bedrijfseconomie (specialisatie Industriële organisatie, BSc) en van 2009 tot 2012 Economie (major Industriële organisatie, MSc) aan de Universiteit van Amsterdam. Hij was van 2007 tot 2013 manager/directeur van de Vondeltuin, een restaurant met terras in het Vondelpark. Sinds 2013 is hij directeur van de holding Van Dantzig, de houdstermaatschappij van de Vondeltuin, Cafe Kiebêrt en Mappa, alle horecazaken in Amsterdam. Daarnaast was hij van 2015 tot 2020 secretaris/penningmeester van de ondernemersvereniging Vondelpark en vanaf 2019 als vrijwilliger lid van de parkeercommissie van Ajax.

### Politieke loopbaan
Dantzig is sinds 2008 lid van D66. In 2012 volgde hij een masterclass bij D66. Van 2012 tot 2013 was hij secretaris van D66 in Amsterdam-Zuid. Van 2013 tot 2014 was hij campagnemanager van D66 voor de gemeenteraadsverkiezingen van 2014 in Amsterdam. Van 2014 tot 2022 was hij lid van de gemeenteraad van Amsterdam, vanaf 2017 als fractievoorzitter van D66. In 2015 was hij onderdeel van het kernteam van D66 voor de Provinciale Statenverkiezingen van 2015. In 2015 was hij voorzitter van de raadscommissie Zorg & Sport en van 2016 tot 2017 voorzitter van de raadscommissie Infrastructuur & Duurzaamheid. Hij was woordvoerder Algemene Zaken, Openbare Orde & Veiligheid, Bouwen, Wonen, Financiën en Toerisme.
Dantzig stond als lijstduwer op de kandidatenlijst van D66 voor de Tweede Kamerverkiezingen van 2021. Sinds 1 juni 2022 is hij namens D66 wethouder van Amsterdam. In zijn portefeuille heeft hij Woningbouw, Grond en Ontwikkeling en Ruimtelijke Ordening.
Op 18 maart 2025 kwam het bericht dat Van Dantzig om gezondheidsredenen per direct stopt als wethouder.